# Como perros!
Como perros! és un àlbum de Francesc Capdevila (Max) que recopila cinc historietes curtes de l'autor.

## Trajectòria editorial
Totes les històries foren dibuixades entre l'any 1991 i el 1995. Varen ser publicades per separat en diferents mitjans, i l'any 1995 varen ser recopilades en un sol volum.
| Títol                       | Pàgines | Publicació                                                    | Any  |
| --------------------------- | ------- | ------------------------------------------------------------- | ---- |
| La construcción de la torre | 12      | "El Víbora" #153                                              | 1992 |
| Los invasores               | 15      | "El Víbora" #143                                              | 1991 |
| Katábasis                   | 10      | Dins el llibre "Órficas" Fundación Luis Cernuda               | 1994 |
| Nosotros somos los muertos  | 10      | "Nosotros somos los muertos" Maig 1993 i a El Víbora #161-162 | 1993 |
| Bienvenidos al infierno     | 10      | "Nosotros somos los muertos" Maig 1995                        | 1995 |

## Argument

### "La construcción de la torre"
És un relat de ficció que pren com a base l'episodi bíblic de la Torre de Babel. Hi entren en joc el conflicte entre Ciència i Filosofia, i com es postulen davant el Poder.

### "Los invasores"
Es tracta d'un seguit d'il·lustracions a pàgina sencera amb un peu de pàgina que va narrant els esdeveniments. A l'índex ve descrit com a “Parodia de les paranoies col·lectives cícliques al voltant dels extraterrestres, contactats, abduccions, invasions silencioses i el fi de la humanitat”.
Originalment, va ser plantejada per exposar al Cafè El Garito de Palma.

### "Katábasis"
És una adaptació del mite d'Orfeu, en què el protagonista baixa a l'infern després de la mort de la seva estimada Eurídice. Hades pacta amb ell que surti dels seus dominis i que Eurídice el seguirà, i que li tornarà la vida amb la condició que no s'ha de girar a darrere per veure-la.

### "Nosotros somos los muertos"
És una crítica a la passivitat de la comunitat internacional envers les atrocitats que es duien a terme a Sèrbia durant la Guerra dels Balcans. Primer va ser publicada al fanzine Nosotros Somos Los Muertos, i més tard a la revista El Víbora.
La història s'ubica a un debat televisiu on hi intervenen dos convidats sorprenents: dos morts a Sarajevo i a Srebenica.

### "Bienvenidos al infierno"
També va ser publicada a Nosotros Somos Los Muertos. Segons es descriu a l'índex, és: "Una altra reflexió, aquest pic en clau onírica, sobre la guerra de Bosnia, a Txetxènia i a qualsevol indret: la por com a origen de la violència, convertint a uns en agressors i a uns altres (nosaltres) en immobilitzats."